# Constance Kopp
Constance Kopp, née en 1878 et morte en 1931, est une des premières femmes shérif des États-Unis.

## Biographie
Née à Brooklyn en 1878, Constance Kopp est la fille d'immigrants autrichiens et tchèque et parle couramment allemand. Elle vit là avec sa mère et sa soeur Norma jusqu'au jour où elle a une aventure avec un vendeur de machines à coudre. Tombée enceinte à 19 ans, elle donne naissance à une petite fille nommée Fleurette, que sa famille fait passer pour sa plus jeune sœur. Après cette naissance, la famille quitte Brooklyn pour s'installer dans la petite ville de Wyckoff dans le New Jersey pour éviter les rumeurs.
En juillet 1914, alors qu'elle est de sortie avec le buggy familial, elle est victime d'un accident de la route avec le magnat de la soie Henry Kaufman, qui fonce dans leur buggy avec sa voiture et le détruit. Décidée à recevoir une compensation pour la perte de leur moyen de transport, elle envoie plusieurs lettres à Kaufman, qui ne répond pas. En réponse, la famille Kopp commence à recevoir des lettres de menaces signées par les « amis de HK » et menaçant de kidnapper sa plus jeune sœur, Fleurette, pour la vendre dans le cadre de la traite des Blanches. Constance Kopp porte alors plainte auprès du shérif Robert Heath du comté de Bergen qui, pour les protéger, leur confie trois revolvers. Finalement, Henry Kaufman et ses hommes sont arrêtés et condamnés $1 000 dollars de dommages et intérêts.
À la suite de cet événement, le shérif offre le poste d'adjointe au shérif à Constance Kopp, qui l'accepte. Elle devient alors la première femme à recevoir ce titre aux États-Unis.
Le 20 décembre 1915, elle fait les gros titres des journaux après avoir réussi à arrêter dans le métro de New York un prisonnier échappé quelques semaines plus tôt. Le prisonnier, Herman Albert Von Matthesius, s'était échappé de l'hôpital d'Hackensack le 6 novembre précédent. Constance Kopp reçoit alors l'ordre de le retrouver avec l'aide de ses coéquipiers.
Quatre mois plus tard, Constance Kopp est de nouveau le sujet des gros titres après avoir sauté dans la rivière Hackensack pour récupérer un prisonnier décidé à se noyer au milieu de la nuit,. Alors qu'elle est chargée de l'emmener à l'hôpital psychiatrique de Morris Plains dans la nuit du 10 avril, Tony Hajnacka saute de la voiture en marche puis se jette dans la rivière. Débarrassée de son manteau et de ses jupes, elle saute alors à l'eau pour le sauver.
Après deux ans de service, elle est renvoyée par le shérif nouvellement élu, John Courter, le 7 novembre 1916. Elle engage alors une action en justice pour récupérer son poste, sans succès.
En avance sur son temps, elle déclare lors d'une interview : « A woman should have the right to do any sort of work she wants to, provided she can do it » (« une femme devrait avoir le droit d'exercer le travail qu'elle souhaite, tant qu'elle en a les capacités »).

## Dans la culture populaire
Complètement oubliée avec le temps, son histoire est redécouverte par hasard par la romancière américaine Amy Stewart, qui décide d'écrire une série de romans inspirés de sa vie. Les droits sont achetés par Jennifer Crittenden et Gabrielle Allan dans la cadre d'une collaboration avec Amazon Prime et Warner Bros. pour la création d'une série.